# Matthew Koma
Matthew Koma (Seaford; 2 de junio de 1987) es un músico, cantante, compositor, productor y DJ estadounidense. Inspirado por Elvis Costello y Bruce Springsteen, Koma comenzó su carrera musical en el Punk rock, más adelante la transición en una mezcla de géneros que van desde el Pop y el Hip hop hasta la música electrónica. Sus primeras colaboraciones incluyen el trabajo con Zedd, Sebastian Ingrosso, Alesso y Ryan Tedder de One Republic. Su colaboración con Zedd ha sido su logro más notable hasta la fecha con el lanzamiento del sencillo "Spectrum" que alcanzó el número uno en el Hot Dance Club Songs de la Billboard. También se destaca su trabajo en el álbum de Carly Rae Jepsen, Kiss como productor y compositor.

## Biografía

### Primeros años
Koma nació y se crio en Seaford, en Long Island. Asistió al Seaford High School.

### Carrera
Koma fue descubierto por Jimmy Iovine, quien lo llevó a firmar un contrato con Interscope Records después de ver una actuación acústica de la grabación de "She". En 2011, su canción "Novocaine Lips" fue incluida en la banda sonora de la película Abduction. Más tarde lanzó su primer EP, Parachute en mayo de 2012, en la que compuso, produjo y coprodujo las cuatro pistas con colaboradores como Twice as Nice, Alex da Kid, Sam Watters, Louis Biancaniello y Avril Lavigne. Desde entonces, ha participado en la gira mundial Sorry For Party Rocking con LMFAO y Far East Movement, también fue invitado por la banda Owl City para hacer de artista soporte. En marzo de 2012, Bruce Springsteen publicó "Rocky Ground", una remezcla que Koma coprodujo con Ron Aniello como sencillo de su álbum Wrecking Ball.
El álbum debut de Matthew Koma, se llamaría Arcadia, y sería lanzado por Cherrytree Records, una filial de Interscope Records, a finales de 2013.
"One Night" es el sencillo adelanto del álbum y fue lanzado el 2 de abril de 2013 y fue compuesta y producida por el mismo Koma junto a Twice as Nice y Tim Pagnotta. El video musical fue dirigido por Cameron Duddy y estrenado un día después, el 3 de abril de 2013.

### Vida personal
Desde 2017 está en una relación con Hilary Duff. El 25 de octubre de 2018 la pareja dio la bienvenida a su primer hijo en conjunto y el segundo de Duff, una niña llamada Banks Violet. En octubre de 2020 la pareja anunció que Hilary estaba embarazada por tercera vez y del segundo hijo de Koma. En marzo de 2021 nació su segunda hija, Mae James Bair. En diciembre de 2023 se hizo público que iban a tener su tercer hijo en común y el cuarto de Duff. El 3 de mayo de 2024, nace su tercera hija, Townes Meadow Bair.

## Discografía

### EP
| Título    | Fecha de lanzamiento | Discográfica       |
| --------- | -------------------- | ------------------ |
| Parachute | 29 de mayo de 2012   | Interscope Records |

### Sencillos
- 2012: Parachute
- 2013: One Night
- 2015: So Fuckin Romantic
- 2016: Kisses Back
- 2017: Hard to Love

### Colaboraciones
| Año  | Canción                                      | Artista                                     | Álbum                            | Participación                   |
| ---- | -------------------------------------------- | ------------------------------------------- | -------------------------------- | ------------------------------- |
| 2017 | "We Might Fall"                              | Ghastly                                     | We Might Fall                    | Vocalista                       |
| 2015 | "Emotional"                                  | Flux Pavilion                               | Tesla                            | Vocalista                       |
| 2015 | "Tempted"                                    | Giorgio Moroder                             | Déjà Vu                          | Vocalista                       |
| 2015 | "Hysteria"                                   | Steve Aoki                                  | Neon Future II                   | Vocalista                       |
| 2015 | "Addicted To A Memory"                       | Zedd                                        | True Colors                      | Compositor                      |
| 2015 | "Someone"                                    | Kelly Clarkson                              | Piece by Piece                   | Compositor                      |
| 2014 | "Serotonin"                                  | Audien                                      |                                  | Vocalista                       |
| 2014 | "Wasted"                                     | Tiësto                                      | A Town Called Paradise           | Vocalista y compositor          |
| 2014 | "Written In Reverse" (con Hardwell y Tiesto) | Tiësto                                      | A Town Called Paradise           | Vocalista                       |
| 2014 | "Keep Our Love Alive"                        | Afrojack                                    | Forget the World                 | Vocalista                       |
| 2014 | "Illuminate"                                 | Afrojack                                    | Forget the World                 | Vocalista                       |
| 2014 | "Gravity"                                    | Cazzette                                    |                                  | Vocalista                       |
| 2014 | "Cheap Sunglasses"                           | RAC                                         | Strangers Part II                | Vocalista y compositor          |
| 2014 | "Find You" (con Miriam Bryant)               | Zedd                                        | Banda sonora de Divergent        | Vocalista y compositor          |
| 2014 | "Cannonball (Earthquake)"                    | Showtek & Justin Prime                      |                                  | Vocalista                       |
| 2013 | "Dare You"                                   | Hardwell                                    |                                  | Vocalista y compositor          |
| 2013 | "Take a Picture"                             | Carly Rae Jepsen                            |                                  | Compositor                      |
| 2012 | "Spectrum"                                   | Zedd                                        | Clarity                          | Vocalista y compositor          |
| 2012 | "Clarity" (con Foxes)                        | Zedd                                        | Clarity                          | Compositor                      |
| 2012 | "Years"                                      | Alesso                                      |                                  | Vocalista y compositor          |
| 2012 | "Ain't Coming Down"                          | Far East Movement                           | Dirty Bass                       | Voz                             |
| 2012 | "Turn Up the Love"                           | Far East Movement                           | Dirty Bass                       | Compositor                      |
| 2012 | "Sparks (Turn Off Your Mind)"                | Fedde le Grand & Nicky Romero               |                                  | Voz                             |
| 2012 | "End of Pretend"                             | Black Cards                                 | Use Your Disillusion EP          | Voz                             |
| 2012 | "Talk Dirty"                                 | Black Cards                                 | Use Your Disillusion EP          | Productor                       |
| 2012 | "This Kiss"                                  | Carly Rae Jepsen                            | Kiss                             | Compositor y productor          |
| 2012 | "Hurt So Good"                               | Carly Rae Jepsen                            | Kiss                             | Compositor y productor          |
| 2012 | "More Than a Memory"                         | Carly Rae Jepsen                            | Kiss                             | Compositor y productor          |
| 2012 | "I Know You Have a Girlfriend"               | Carly Rae Jepsen                            | Kiss (Edición especial en Japón) | Compositor y productor          |
| 2012 | "Melt with You"                              | Carly Rae Jepsen                            | Kiss (Edición especial en Japón) | Compositor y productor          |
| 2012 | "Almost Said It"                             | Carly Rae Jepsen                            | Kiss (Edición especial en Japón) | Productor                       |
| 2012 | "Wrong Feels So Right"                       | Carly Rae Jepsen                            | Kiss (Edición especial en Japón) | Productor                       |
| 2012 | "Sweetie"                                    | Carly Rae Jepsen                            | Kiss (Edición especial en Japón) | Productor                       |
| 2012 | "Put Your Graffiti on Me"                    | Katerina Graham                             | Against the Wall                 | Productor                       |
| 2012 | "Heart Killer"                               | Katerina Graham                             | Against the Wall                 | Compositor                      |
| 2012 | "Calling (Lose My Mind)"                     | Sebastian Ingrosso & Alesso con Ryan Tedder | Until Now                        | Compositor (como Matthew Blair) |
| 2011 | "Birthday Dress"                             | Lil Playy                                   |                                  | Vocalista                       |
| 2010 | "All the Boys Want"                          | Emily Osment                                | Fight or Flight                  | Compositor (como Matthew Blair) |
| 2010 | "Truth or Dare"                              | Emily Osment                                | Fight or Flight                  | Compositor (como Matthew Blair) |